# Вичиани, Коррадо
Коррадо Вичиани (итал. Corrado Viciani; 3 декабря 1929, Бенгази — 12 февраля 2014, Кастильон-Фьорентино, Тоскана) — итальянский футболист, игравший на позиции опорного полузащитника. По завершении игровой карьеры — футбольный тренер.
Как игрок выступал в Серии А за клубы «Фиорентина» и «Дженоа».
Как тренер больше всего отметился работой в клубе «Тернана», которая при нём получила наиболее значимые результаты в своей истории, в том числе впервые вышла в высший дивизион чемпионата Италии; также можно отметить его работу в клубе «Палермо», который он привёл к первому финалу Кубка Италии в историй команды.

## Игровая карьера
Родился 3 декабря 1929 года в городе Бенгази, Итальянская Ливия. После того как в результате Второй мировой войны Италия потеряла эти территории, Вичиани переехал со своей семьёй в Кастильон-Фьорентино, тосканский город, из которого были родом его родители. Здесь Коррадо начал заниматься футболом в школе клуба «Кастильонезе». С 1947 года выступал за первую команду клуба в низших дивизионах чемпионата Италии.
Своей игрой привлёк внимание представителей тренерского штаба клуба «Фиорентина», к составу которого присоединился в 1948 году. Сыграл за «фиалок» следующие пять сезонов своей игровой карьеры, но не смог завоевать постоянного места в основе команды, сыграв всего 31 матч чемпионата и забив один гол, который был забит 8 февраля 1953 года в ворота «Новары».
Летом того же года заключил контракт с клубом «Комо» из Серии B, в составе которого провёл следующие три года своей карьеры, стабильно играл в течение первых двух лет, после чего также потерял статус основного игрока.
С 1956 года два сезона защищал цвета клуба «Дженоа» в Серии А, сыграв в чемпионате 47 матчей.
Впоследствии с 1958 по 1960 год играл в составе римских команд Серии С «ФЕДИТ» и «Тевере».
Завершил профессиональную игровую карьеру в клубе «Фермана» из серии D, где в течение 1960—1962 годов был играющим тренером.
В общей сложности он провёл 78 матчей и 1 забил гол в Серии А, а также 70 матчей и 1 гол в Серии B.

## Выступления за сборную
В 1952 году в составе олимпийской сборной Италии был в заявке на Олимпийских игр в Хельсинки, однако на Олимпиада не поле так и не вышел, таким образом, за сборную не одного матча он не сыграл.

## Карьера тренера
После двухлетней работы играющим тренером в клубе «Фермана» возглавлял ещё одну команду Серии D «Санджорджезе», а с 1964 года работал с клубами Серии С «Равенной», «Прато» и «Тернана». С последним клубом Вичиани выиграл Серию С, в результате чего команда впервые за десять лет перешла в Серию В, в следующем году он занял десятое место в турнире в турнире и сохранил прописку в дивизионе.
В 1969 году Вичиани возглавил «Аталанту» из Серии В, однако был уволен в середине сезона. Во время короткого пребывания в Бергамо Вичиани увидел тренерский талант в Иларио Кастаньера, его бывшего подопечного по «Прато», который только что завершил игровую карьеру. Несмотря на его юный возраст Коррадо сделал Кастаньера своим помощником, помог ему начать тренерскую карьеру, которая в дальнейшем имела высокий успех, впоследствии Кастаньера работал главным тренером в «Лацио», «Милане» и «Интернационале», был признан лучшим тренером Серии А сезона 1978/79.
Вичиани же в следующем году стал тренером клуба «Таранто» из Серии В, но также был уволен с поста ещё до конца сезона 1970/71.
Летом 1971 года Вичиани вернулся в «Тернану», с которой выиграл Серию В сезоне 1971/72 и впервые в истории клуба вышел в Серию А. В дебютном для себя и клуба сезоне в элите команда заняла последнее место в чемпионате и вылетела обратно в низшую лигу, в том сезоне во взрослом футболе под руководством Вичиани дебютировал Франко Сельваджи, будущий чемпион мира 1982 года.
После вылета Коррадо покинул команду и возглавил клуб «Палермо», который в первом же сезоне 1973/74 вывел в финал Кубка Италии, где его команда прогорала в серии пенальти «Болоньи» на стадии «Олимпико» в Риме. В следующем сезоне под руководством Вичиани сицилийцам не хватило всего двух очков по итогам сезона для выхода и в Серию А.
После короткого периода бездействия, в сезоне 1975/76 Вичиани стал тренером клуба «Авеллино» из Серии В, который возглавлял до 1977 года. После этого в течение трёх сезонов возглавлял клуб «Кавезе», выступавшее в Серии С и С1.
Осенью 1980 года Вичиани вернулся в Серию B, став тренером клуба «Ланеросси», который но не спас от вылета в Серию С1.
В 1981 году Коррадо третий раз возглавил «Тернану», проведя с клубом два сезона в Серии C1, после чего тренировал родной клуб «Чивитановезе» с Серии С2.
После определённого периода бездействия, в сезоне 1985/86 он был тренером клуба «Фоджа» из Серии C1, после чего работал в Серии С2 с клубами «Туррис», который спас от вылета в региональную лигу, а затем «Тернана», куда Вичиани вернулся в четвёртый и последний раз.
Закончил свою тренерскую карьеру на рубеже восьмидесятых и девяностых годов, опять же в Серии С2, возглавляя в течение нескольких месяцев клубы «Ливорно» в сезоне 1989/90 и «Туррис», который снова спас от вылета.
Умер 12 февраля 2014 года на 85-м году жизни в городе Кастильон-Фьорентино после продолжительной болезни.